# Ugston Old Farm

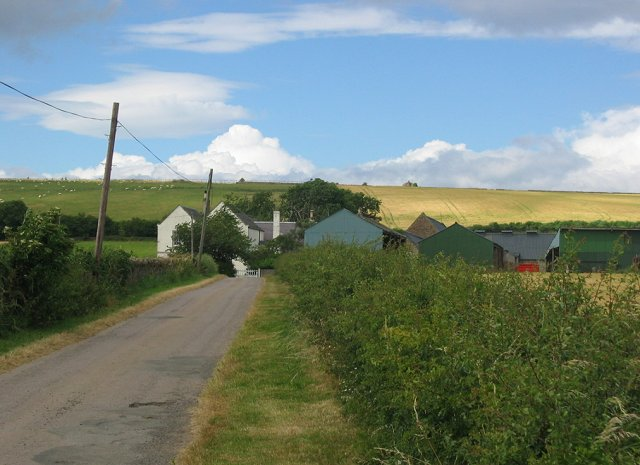
Ugston Old Farm

Ugston Old Farm, ehemals Heukston, ist ein Bauernhof in der schottischen in der schottischen Council Area East Lothian. 1996 wurde das Bauwerk in die schottischen Denkmallisten in der höchsten Kategorie A aufgenommen.

## Geschichte
Das exakte Baujahr der Old Ugston Farm ist nicht überliefert. Als Bauzeitraum wird jedoch das späte 16. Jahrhundert geschätzt. Details erlauben die Ableitung von Informationen zur Baugeschichte. So deutet ein Wechsel des verwendeten Steinmaterials zum Obergeschoss darauf hin, dass zu einem späteren Zeitpunkt aufgestockt wurde. Auch kann darauf geschlossen werden, dass die Ugston Farm ehemals mit einem reetgedeckten Dach abschloss. Die heute leerstehenden Gebäude wurden 1997 in das Register gefährdeter denkmalgeschützter Bauwerke in Schottland aufgenommen. Zuletzt 2011 wurde ihr Zustand als sehr schlecht bei gleichzeitig hoher Gefährdung eingestuft.

## Beschreibung
Ugston Old Farm liegt isoliert rund 700 m nordwestlich von Haddington. Von der Stadt ist sie durch die A1 getrennt. Im Erdgeschoss besteht das verhältnismäßig mächtige Mauerwerk aus kleinteiligen Gesteinsbruchstücken, wie sie in der Umgebung zu finden sind. Im Obergeschoss wurden hingegen größere, sehr grob behauene Steine verbaut, welche wahrscheinlich in einem Steinbruch gebrochen wurden. Die Fassaden mit Fenstern in verschiedenen Größen und Außentüren auf beiden Stockwerken sind unsymmetrisch aufgebaut. Neben Schlitzfenstern sind im Wesentlichen vierteilige Sprossenfenster ohne Verzierung verbaut. Zwei Türen an der Ostseite schließen mit flachen Rundbögen ab. Die Türen setzen sich aus unverzierten Brettern zusammen. Das abschließende Satteldach ist mit roten Ziegeln eingedeckt und mit Stufengiebel gestaltet.